# 室原村
室原村（むろはらむら）は、かつて岐阜県不破郡にあった村である。
現在の養老郡養老町室原などに該当する。

## 歴史
- 江戸時代、大垣藩領であった。
- 1889年（明治22年）7月1日 - 町村制により室原村が発足。
- 1897年（明治30年）4月1日 - 栗原村と合併し合原村が発足。同日室原村は廃止。